# The Longest Journey
The Longest Journey - d'un monde à l'autre (souvent abrégé TLJ) est un jeu vidéo d'aventure en pointer-et-cliquer développé par Funcom et édité par Ubisoft en 1999 sur PC (Windows).
Sorti dans l'indifférence, il reçoit de nombreuses critiques positives notamment sur sa qualité de dialogues, son scénario et son monde virtuel très immersif, ce qui lui vaut d'être considéré par beaucoup comme une référence du genre.
Deux suites sont données à cet épisode : 
- Dreamfall, sortie en 2006 ;
- Dreamfall Chapters, sortie épisodique (cinq épisodes), d'octobre 2014 à juin 2016.

## Scénario
April Ryan, jeune étudiante en arts âgée de 18 ans, vient juste de quitter sa famille et sa ville natale pour Newport, métropole dans laquelle elle compte faire ses études.
Alors que l'inspiration lui manque cruellement, elle fait sans cesse des cauchemars qui semblent bien réels, lui procurant une certaine inspiration. Mais April est de plus en plus effrayée par ces rêves, et bientôt, elle rencontre un homme étrange dénommé Cortez qui sait tout de ses cauchemars. Celui-ci lui apprend qu'elle est franchisseuse : elle peut voyager entre les mondes.
Ces mondes sont Stark, le monde de la science, de la logique et de l'ordre (le nôtre), et Arcadia, le monde de la magie, de l'illogique et du chaos. Mais le Gardien de l'Équilibre a terminé son règne de mille ans depuis deux cents ans et les deux mondes se mélangent, ce qui crée un chaos qui menace de les détruire. Pour préserver l'équilibre, April doit accomplir des tâches dans chacun des deux mondes. À Arcadia, elle devra retrouver les morceaux du Disque de pierre (la clé du Royaume du Gardien) qui ont été distribués à cinq peuples arcadiens : les Bandas, les Maeriens, les Alatiens, le Peuple Obscur et les Venars. Dans le même monde se trouvent deux Draic Kins (dragons) : la Mère (le dragon blanc), apparue dans le dernier cauchemar d'April, lui disant que cette dernière est la mère d'un futur nouveau, et l'Ancien (le dragon bleu). À Stark, elle devra trouver le Gardien de l'Équilibre ainsi que les Draic Kins de Stark : le Rouge, fondateur de la Sentinelle et de l'Équilibre, et le Vert, responsable du schisme qui a poussé les six Sentinelles de Stark, les scientifiques, à devenir les Éclaireurs qui travaillent pour la réunification de Stark et Arcadia, autrement dit pour l'apocalypse. Chacun des dragons possède un œil de cristal qui servira à compléter la clé en s'insérant dans le disque de pierre. Les Sentinelles, qui sont plus puissants à Arcadia, sont dirigés par Vestrum Tobias, car le Rouge ne peut pas se trouver à Arcadia. Mais Stark est commandé par l'Église de Voltec, une secte religieuse qui n'est autre que les Éclaireurs eux-mêmes, dirigés par Jacob McAllen, un soi-disant philosophe pacifiste, qui prétend ne pas être d'une nature violente. Mais pourquoi le Vert se sert-il de quelqu'un d'autre alors qu'il pourrait diriger l'Église de Voltec lui-même ? Et qui est Cortez ? Comment est-il au courant à propos d'April ? Seul le jeu vous le dira !
Ses amis à Stark : Cortez et Burns Flipper', et à Arcadia : le Vestrum Tobias et Crow, l'aident dans sa recherche du gardien. Cette quête ne sera pourtant pas uniquement vouée à cela puisqu'elle lui permettra d'en apprendre plus sur elle-même.

## Système de jeu
Le jeu est un pointer-et-cliquer se jouant exclusivement à la souris, le scénario est linéaire et se déroule sur 13 différents chapitres où April doit trouver différents objets, indices ou informations pour passer un obstacle, ou résoudre une énigme.
Le jeu est, selon l'éditeur, d'une durée d'environ 40 heures de jeu.

## Voix françaises
| Personnage                    | Voix anglaises          | Voix norvégiennes          | Voix françaises           |
| ----------------------------- | ----------------------- | -------------------------- | ------------------------- |
| April Ryan                    | Sarah Hamilton          | Synnøve Svabø              | Mara Labadens             |
| Cortez                        | Louis Aguirre           | Finn Schau                 | Éric Legrand              |
| Adrian                        | Louis Aguirre           | Dennis Storhøi             | Olivier Mazan             |
| Crow                          | Roger Raines            | Per Christian Ellefsen     | Jean-Pascal Abribat       |
| Flic acteur                   | Roger Raines            | Per Christian Ellefsen     | Pierre-Alain de Garrigues |
| Gerold Rosenberg              | Roger Raines            | Per Christian Ellefsen     |                           |
| L'Esprit des bois             | Ron Foster              | Lasse Kolstad              | Benoît Allemane           |
| Tobias Grensret               | Ron Foster              | Bernhard Ramstad           | Luc Bernard               |
| Vieux dragon                  | Ron Foster              | Lasse Kolstad              | Thierry Desroses          |
| Le Dragon blanc               | Nicole Orth-Pallavicini | Birgitte Victoria Svendsen | Valérie Dashwood          |
| Reine de Maerum               | Nicole Orth-Pallavicini | Birgitte Victoria Svendsen | Valérie Dashwood          |
| Madame Alvane                 | Helen Stenborg          | Bab Christensen            | Anne Alexandre            |
| Vieille femme Alatienne       | Helen Stenborg          | Bab Christensen            | Helène Vanura             |
| Zack Lee                      | Ron Gallop              | Eivind Sander              | Rémi Bichet               |
| Bandu-Uta                     | Ron Gallop              | Trond Brænne               | Pierre-Alain de Garrigues |
| Woody                         | Ron Gallop              |                            | Éric Legrand              |
| Réparateur maigre (George)    | Ron Gallop              | Per Christian Ellefsen     | Éric Legrand              |
| Emma                          | Julia Murney            | Ine Jansen                 | Virginie Ledieu           |
| Neema                         | Julia Murney            | Ine Jansen                 | Gin Candotti-Besson       |
| Visiteuse                     | Julia Murney            |                            | Virginie Ledieu           |
| Charles                       | Mark Anthony Henry      | Duc Mai-The                | Thierry Desroses          |
| Réparateur gros               | Victor Warren           | Terje Strømdahl            | Lorenzo Pancino           |
| Ben-Bandu                     | Victor Warren           | Terje Strømdahl            | Martial Le Minoux         |
| Bonneteau Charlatan           | Victor Warren           | Terje Strømdahl            | Pierre-Alain de Garrigues |
| jeune April                   | Andrea Bowen            | Frida O. Olaussen          |                           |
| Sa'ena                        | Andrea Bowen            | Frida O. Olaussen          | Gin Candotti-Besson       |
| Burns Flipper                 | Andrew Donnelly         | Ingar Helge Gimle          | Gérard Maillet            |
| Lorhan                        | Andrew Donnelly         | Geir Kvarme                | Benjamin Egner            |
| Gordon Halloway               | Kevin Merritt           | Jon Øigarden               | Benjamin Egner            |
| Visiteur                      | Kevin Merritt           | Eindride Eidsvold          | Martial Le Minoux         |
| Roper Klacks                  | Ralph Byers             | Trond Brænne               | Lorenzo Pancino           |
| Brian Westhouse               | Ralph Byers             | Trond Brænne               | Pierre-Alain de Garrigues |
| Jacob MacAllen                | Ralph Byers             | Torstein Wahlund           | Charles-Roger Bour        |
| FACT voice                    | Stephanie Garry         | Unn Vibeke Hol             | Naïké Fauveau             |
| Représentant Colonial         | Stephanie Garry         | Unn Vibeke Hol             | Virginie Ledieu           |
| Mickey                        | Stephanie Garry         | Unn Vibeke Hol             | Pascale Jaquemont         |
| Minstrum Yerin                | Peter Fernandez         | Johannes Eckhoff           | Michel Elias              |
| Vieil homme-taupe             | Peter Fernandez         | Johannes Eckhoff           | Martial Le Minoux         |
| Wick                          | Peter Fernandez         | Trond Brænne               | Michel Elias              |
| Vieil Alatien                 | Peter Fernandez         | Johannes Eckhoff           | Christian Pelissier       |
| Père Raul                     | Frank Rivers            | Eindride Eidsvold          | Nicolas Rey               |
| Q’aman                        | Frank Rivers            | Eindride Eidsvold          | Benjamin Egner            |
| Garde du château Alatien      | Frank Rivers            | Jon Øigarden               | Stéphane Krahenbühl       |
| Agent Eclaireur               | Frank Rivers            | Eivind Sander              | Luc Bernard               |
| Fiona                         | Francesca Longrigg      | Hilde Olaussen             |                           |
| Tun Luiec                     | Francesca Longrigg      | Hilde Olaussen             | Naïké Fauveau             |
| Benrime Salmin                | Cordis Heard            | Kjersti Fjeldstad          | Sophie Arthuys            |
| Reporter                      | Cordis Heard            | Ine Jansen                 | Pascale Jaquemont         |
| Freddie Mellon                | John Henry Cox          | Geir Kvarme                | Charles-Roger Bour        |
| Capitaine Nebevay             | John Henry Cox          | Ivar Nørve                 | Christian Pelissier       |
| le père d'April               | John Henry Cox          | Dennis Storhøi             | Charles-Roger Bour        |
| Flic gay                      | John Henry Cox          | Ivar Nørve                 | Nicolas Rey               |
| Emissaire du peuple obscur    | Jeff Meller             | Dennis Storhøi             | Benoît Allemane           |
| Abnaxus                       | Jeff Meller             | Dennis Storhøi             | Hugues Martel             |
| Marchand de cartes            | Jeff Meller             | Øystein Bache              | Hugues Martel             |
| Frank Minnelli                | Madison Arnold          | Rolf Arly Lund             | Michel Elias              |
| Stanley                       | Madison Arnold          | Rolf Arly Lund             | Michel Elias              |
| Willo                         | Madison Arnold          | Ivar Nørve                 | Lorenzo Pancino           |
| Umber Ianos                   | Madison Arnold          | Sigmund Sæverud            | Michel Elias              |
| Sergent du bureau d'accueil   | Mary Elaine Monti       | Kjersti Fjeldstad          | Sophie Arthuys            |
| Gribbler                      | Mary Elaine Monti       | Trini Lund                 | Gin Candotti-Besson       |
| la mère d'April               | Mary Elaine Monti       | Trini Lund                 | Pascale Jaquemont         |
| Marcus Crozier                | Ragnar Tørnquist        | Ragnar Tørnquist           | Olivier Mazan             |
| Warren Hughes                 |                         | Gaute Boris Skjegstad      | Martial Le Minoux         |
| Isam                          |                         | Ingar Helge Gimle          | Stéphane Krahenbühl       |
| Vigie                         |                         | Geir Kvarme                | Stéphane Krahenbühl       |
| Gardes de la station spatiale |                         | Eivind Sander              | Rémi Bichet               |
| Flic de l'ascenseur           |                         | Ingar Helge Gimle          | Nicolas Rey               |
| Flic de l'avenue Grendel      |                         |                            | Hugues Martel             |

## Accueil

### Critique
- Adventure Gamers : 4,5/5[4]

### Récompenses
Le jeu a été honoré par les critiques et a reçu de nombreux prix notamment dans la catégorie jeux d'aventure comme GameSpy - Jeu de l'année 2000 ou IGN Editor's Choice.